# Бертельс Євген Едуардович
Бертельс Євген Едуардович (13 (25) грудня 1890, Санкт-Петербург — 7 жовтня 1957, Москва) — радянський сходознавець, член-кореспондент АН СРСР (1939), член-кореспондент АН Іранської (1944), Арабської АН в Дамаску (1955).

## Біографія
Отримав вищу музичну і юридичну освіту. Закінчивши в 1920 році факультет східних мов Петроградського університету, поступив до Азіатського музей АН СРСР (нині інститут сходознавства АН СРСР), де працював до кінця життя. Спеціаліст з історії перської, таджицької та ряду тюркських літератур, дослідник суфізму і суфійської літератури, творчості Фірдоусі, Нізамі, Джамі, Навої. Основні праці присвячені історії культури народів Близького і Середнього Сходу.
Євген Едуардович Бертельс — засновник і керівник радянської школи іранської текстології. Для нього характерні широта діапазону досліджень.
Тричі арештований в Ленінграді, щоразу ненадовго. У жовтні 1922 та в 1925 — як «французький шпигун», в 1941 — як «німецький».

## Основні праці
- Бертельс Е. Э. Великий азербайджанский поэт Низами. — Баку, Изд-во АзФАН, 1940
- Бертельс Е. Э. Махтум-Кули о художественном творчестве // Совет Эдебиети. — Ашхабад, 1944. — № 7. — С. 128—138.
- Бертельс E.Э. Неджеф-оглан, туркменский роман о поэте // Белек [дар] С.E. Малову. — Фрунзе, 1946.
- Бертельс Е. Э. Роман об Александре и его главные версии на Востоке. — М.; Л.: Изд-во АН СССР, 1948.

## Нагороди
- Монографія Бертельса «Нізамі» удостоєна Державної премії СРСР (1948)
- Нагороджений орденом Леніна, орденом Трудового Червоного Прапора і медаллю.